# Erasmo Palazzotto
Erasmo Palazzotto (Palermo, 19 novembre 1982) è un politico italiano, è stato deputato alla Camera per SEL, Sinistra Italiana e infine il Partito Democratico.

## Biografia
Nato a Palermo, figlio di Michele Palazzotto, sindacalista della CGIL salito alle cronache di fine anni '90 per diversi attentati subiti a causa del suo impegno antimafia nel territorio e contro le infiltrazioni nelle istituzioni pubbliche. Cresce nel piccolo borgo marinaro di Isola delle Femmine, alle porte di Palermo.
Inizia la sua attività politica da giovanissimo, all'interno dei movimenti studenteschi e successivamente nel movimento no-global. Nel 2005 diventa coordinatore provinciale di Palermo dei Giovani Comunisti, l'organizzazione giovanile di Partito della Rifondazione Comunista, e nel 2006 entra a far parte della segreteria nazionale della stessa organizzazione come Responsabile delle relazioni estere.
Dal 2006 al 2008 coordina diversi progetti di cooperazione internazionale con il Chiapas e la Palestina costruiti con la rete Dignidad Rebelde, che ha contribuito a fondare.
Nel 2008 torna in Sicilia per guidare la Federazione Provinciale di Rifondazione Comunista a Palermo, ma un anno dopo lascia il PRC per seguire Nichi Vendola nella fondazione di Sinistra Ecologia Libertà (SEL), entrando a fare parte del primo Coordinamento Nazionale. Al primo congresso di SEL viene eletto nella Presidenza Nazionale e chiamato a guidare il partito di Vendola in Sicilia in qualità di Coordinatore Regionale.
Alle elezioni regionali in Sicilia del 2012 si candida all'Assemblea regionale siciliana tra le file della lista "Claudio Fava Presidente" (composta da Federazione della Sinistra, SEL, Verdi e da Un'Altra Storia) nel collegio di Palermo. Tuttavia, nonostante sia il più votato nella sua lista (2.641 preferenze), non risulta eletto a causa del mancato raggiungimento dello sbarramento del 5% su base regionale.

### Elezione a deputato

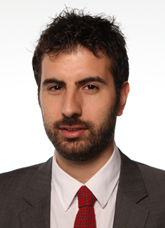
Palazzotto eletto alla Camera dei deputati nel 2013.

Alle elezioni politiche del 2013 viene eletto alla Camera dei Deputati nella circoscrizione Sicilia 1 nella lista di Sinistra Ecologia Libertà, subentrando alla futura presidente della Camera Laura Boldrini che, eletta in entrambe le circoscrizioni siciliane (Sicilia 1 e Sicilia 2), ha optato per quest'ultima.
Nel corso della XVII legislatura è stato vicepresidente e capogruppo della 3ª Commissione Affari Esteri e Comunitari, impegnandosi sui temi della difesa dei diritti umani, del riconoscimento dello Stato di Palestina e delle violazioni dei diritti del popolo curdo.
È stato inoltre eletto segretario della Commissione di Inchiesta sul Sistema di Accoglienza dei Migranti e autore della Relazione di Minoranza sul Sistema Hotspot in Italia. È stato tra i primi deputati ad entrare al Cara di Mineo e a denunciare le condizioni disumane dell'accoglienza ed il sistema di corruzione che ruotava attorno alla struttura governativa; all'esito dell'inchiesta, la Commissione ha approvato nel 2017 una relazione che chiedeva la chiusura immediata del centro.

### Fondazione di Sinistra Italiana

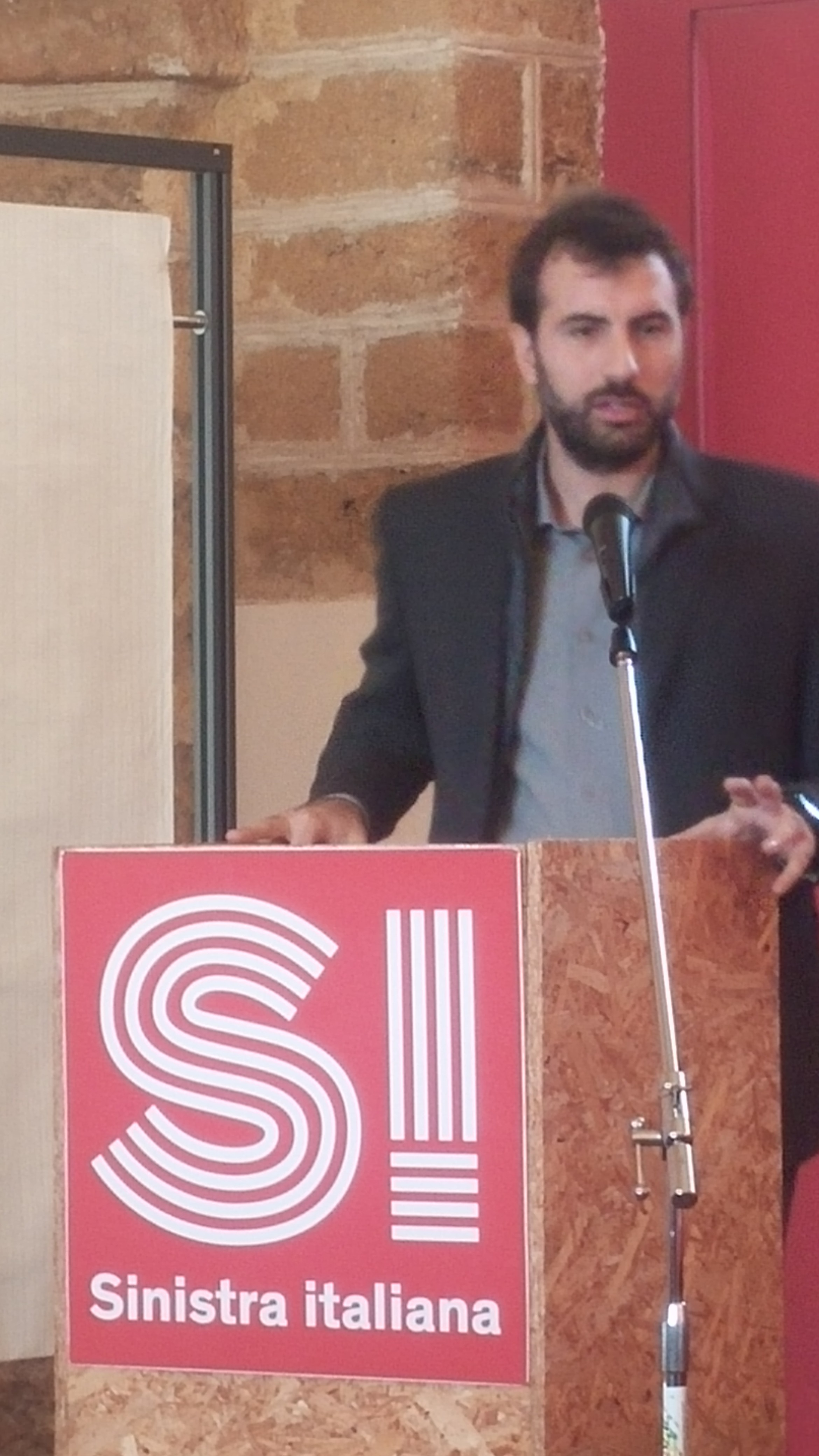
Palazzotto apre il primo congresso territoriale di Sinistra Italiana a Palermo.

Con l'inizio del processo costituente in partito politico del gruppo parlamentare Sinistra Italiana, nel quale confluisce SEL, aderisce ad esso con altri deputati provenienti da SEL o fuoriusciti dal Partito Democratico e dal Movimento 5 Stelle ed è membro del Comitato Promotore del nuovo partito. A margine del congresso fondativo di Sinistra Italiana (SI), svolto al palacongressi di Rimini a febbraio 2017, viene nominato Responsabile Esteri della segreteria nazionale del partito.
Alle elezioni politiche del 2018 viene ricandidato alla Camera nelle liste di Liberi e Uguali (LeU), lista elettorale guidata dal presidente del Senato uscente Pietro Grasso, nel collegio uninominale Sicilia 1 - 01 (Palermo - Resuttana-San Lorenzo), dove ottiene il 4,30% e arriva in quarta posizione (ottiene il seggio Aldo Penna del Movimento 5 Stelle con il 48,16%), e da capolista nei due collegi plurinominali della Sicilia, venendo rieletto nel collegio plurinominale Sicilia 1 - 01. Nel corso della XVIII legislatura Italiana è stato presidente della Commissione parlamentare d'inchiesta sulla morte di Giulio Regeni e membro della 3ª Commissione Affari esteri e comunitari, della Commissione parlamentare di inchiesta sul fenomeno delle mafie e sulle altre associazioni criminali, anche straniere, e della 4ª Commissione Difesa.

### Uscita da Sinistra Italiana e adesione al PD
Il 17 febbraio 2021 annuncia l'uscita da Sinistra Italiana, in opposizione alla scelta del partito di non appoggiare il governo Draghi deliberata alcuni giorni prima dall'assemblea nazionale, annunciandone il proprio appoggio. Nei mesi successivi Palazzotto ha motivato la sua decisione di aderirvi affermando che il fallimento elettorale, e la conseguente frammentazione, di soggetti come SEL e LeU dimostrano che "non ha più senso la presenza di un soggetto autonomo della sinistra" e che "la sinistra oggi deve combattere dentro il PD", facendo intendere che l'obiettivo è quello di incidere sulla agenda politica dello stesso, in attesa di una assemblea costituente al termine della segreteria provvisoria di Enrico Letta e vedendo di buon grado l'alleanza con M5S e Articolo Uno, consolidatasi con l'esperienza del governo Conte II.
A maggio del 2021 contribuisce insieme a Marco Furfaro e Nicola Oddati a fondare "Prossima", associazione-corrente interna al Partito Democratico (PD) aperta anche a personalità esterne, nata con lo scopo di rinnovare il PD e ridare maggiore rappresentanza alle istanze della sinistra del partito. Nonostante la sua adesione a Prossima, Palazzotto prende la tessera del PD solo nel marzo del 2022.
In vista delle elezioni regionali in Sicilia del 2022, si oppone all'ipotesi di includere nella coalizione di centro-sinistra Italia Viva, facendo leva sulla circostanza che a Palermo appoggi la giunta di centro-destra presieduta da Roberto Lagalla.
Alle elezioni politiche anticipate del 2022 viene ricandidato alla Camera nel collegio uninominale Sicilia 1 - 01 (Palermo - Settecannoli), sostenuta dalla coalizione di centro-sinistra in quota PD, raccogliendo il 20,57% dei voti e venendo sconfitto dal candidato del Movimento 5 Stelle Davide Aiello (35,86%) e superato da quella del centro-destra Gabriella Giammanco (28,18%), risultando non rieletto.

## Vicende giudiziarie
Agli inizi di luglio 2018 è stato iscritto nel registro degli indagati della procura di Agrigento, che ha aperto un fascicolo sulla vicenda della missione della nave Alex, in quanto capo della missione, quale "atto dovuto" ipotizzando i reati di favoreggiamento dell'immigrazione clandestina e per violazione degli articoli 1099 e 1100 del codice della navigazione, rispettivamente rifiuto di obbedienza a nave da guerra e resistenza o violenza contro nave da guerra.